# Mirna Mihelčić
Mirna Mihelčić (Šibenik, 9. srpnja 1996.), hrvatska televizijska glumica

## Životopis
Od svoje sedme godine plesala je u „Sjenama”, plesnom teatru u Šibeniku koji je osnovala i vodi njezina majka Zorana Mihelčić. Nakon završenog studija glume na Umjetničkoj akademiji u Splitu odlazi u Zagreb gdje dobiva svoje prve uloge na televiziji. Istakla se u ulogama u humorističnoj seriji „Blago nama” RTL televizije i sitcomu „Mrkomir Prvi“ Hrvatske radiotelevizije, a najveću popularnost donijela joj je uloga Matije Macan u seriji „Kumovi“ Nove TV. 
Na Sarajevo Film Festivalu 2022. godine za ulogu u seriji "Mrkomir Prvi" bila je nominirana za Srce Sarajeva u kategoriji „Zvijezda u usponu - komedija”.

## Filmografija

### Televizijske uloge
| Godina        | Naslov       | Uloga        |
| ------------- | ------------ | ------------ |
| 2021.         | Blago nama   | Kike         |
| 2021.         | Mrkomir Prvi | Maruša       |
| 2022. – danas | Kumovi       | Matija Macan |

## Vanjske poveznice
- Mirna Mihelčić u internetskoj bazi filmova IMDb-u (engl.)